# Wiebke von Thadden
Wiebke von Thadden (* 7. Juli 1931 in Tübingen als Wiebke Fesefeldt) ist eine deutsche Schriftstellerin.

## Leben
Die Tochter des Physikers Hans Fesefeldt und von Ilse Hoffmann studierte zunächst Geschichte und Lateinische Philologie in Göttingen und wurde 1957 mit einer Studie über den englischen Staatstheoretiker Henry de Bracton promoviert. Neben Studien zur Niedersächsischen Landesgeschichte veröffentlichte sie zahlreiche Rezensionen und Aufsätze, so etwa für die Chronik Göttingen: Geschichte einer Universitätsstadt, der sie den Abschnitt über die Stadtgeschichte unter britischer Militärverwaltung 1945–1947 beisteuerte.
Einer breiten Leserschaft wurde Wiebke von Thadden, die als freischaffende Autorin in Göttingen lebt, durch ihre historischen Jugendromane bekannt. In ihren Romanen behandelt sie die Zeit Karls des Großen, der Ottonen (Tiza im Königsbann), der Staufer (Philipp zwischen Kaiser und König) und des Buchdrucks (Thomas und die schwarze Kunst). In ihrem 2000 erschienenen Werk Eine Tochter ist kein Sohn stellte sie zudem die Geschichte der Mädchen von der Antike bis ins 19. Jahrhundert dar und leistete damit einen Beitrag zur Vorurteilsforschung, der inzwischen in zahlreiche Sprachen, darunter Griechisch, Lettisch und Spanisch, übersetzt wurde.
Seit 1958 war sie mit dem Historiker Rudolf von Thadden († 2015) verheiratet. Ihre Tochter Elisabeth von Thadden (* 1961) arbeitet ebenfalls als Schriftstellerin sowie als Redakteurin der Wochenzeitung Die Zeit. Ihr Sohn Ernst-Ludwig von Thadden (* 1959) ist Professor für Volkswirtschaftslehre an der Universität Mannheim.
Ihr jüngster Sohn Reinold ist Justiziar beim Deutschen Mieterbund Hannover.

## Auszeichnungen
- 1982 Taschenbuch des Monats der deutschen Akademie für Kinder- und Jugendliteratur (Brun, Geisel des Königs).

## Werke (Auswahl)
- 1962 Englische Staatstheorie des 13. Jahrhunderts, Göttingen: Muster-Schmidt.
- 1962 Der Wiederbeginn des kommunalen Lebens in Göttingen. Die Stadt in den Jahren 1945 bis 1948 (= Studien zur Geschichte der Stadt Göttingen, Bd. 3). Vandenhoeck & Ruprecht, Göttingen.
- 1982 Brun, Geisel des Königs im Reiche der Franken. Vom Königreich der Franken zum Kaiserreich in Aachen, München: dtv junior, ISBN 3-423-07929-0.
- 1986 Tiza im Königsbann. Unterwegs im Reiche der Ottonen, München: dtv junior, ISBN 3-423-79014-8.
- 1989 Philipp zwischen Kaiser und König, München: dtv.
- 1990 Judith, die junge Priorin, Zürich: Artemis.
- 1996 Thomas und die schwarze Kunst, Hamburg: Carlsen.
- 1997 Die Welt der Ritter, Rheda-Wiedenbrück: Bertelsmann.
- 2000 Eine Tochter ist kein Sohn. Die Geschichte der Mädchen, Weinheim: Beltz & Gelberg.